# Wolfmeer
Koordinaten: 53° 17′ 14″ N, 7° 30′ 24″ O
Das Wolfmeer ist ein ehemaliges Naturschutzgebiet in der niedersächsischen Gemeinde Moormerland im Landkreis Leer.
Das Naturschutzgebiet mit dem Kennzeichen NSG WE 103 war 26,9 Hektar groß. Es war Bestandteil des gleichnamigen FFH-Gebietes. Das Gebiet stand seit dem 5. Dezember 1942 unter Naturschutz. Im Dezember 2017 ging es im neu ausgewiesenen Naturschutzgebiet „Veenhuser Königsmoor“ auf. Zuständige untere Naturschutzbehörde war der Landkreis Leer.
Das nordöstlich von Leer liegende Gebiet wird von einem verlandenden See und einem diesen umgebenden abgetorften Moorgebiet gebildet. Der See ist von Wollgras-Torfmoos-Schwingrasen überwachsen und von Pfeifengraswiesen umgeben, die sich auch in den ihn umgebenden Gebieten finden. Das abgetorfte Moor ist darüber hinaus verbuscht.